# Tour Championship (snooker)
El Tour Championship es un torneo profesional de snooker que se celebra en el Reino Unido desde 2019. En la cita, la tercera y última de las que conforman la Players Series, participan los ocho jugadores mejor situados en el ranking de esa temporada. Se reparten alrededor de 380 000 libras esterlinas en premios, de las que 150 000 van a parar a los bolsillos del ganador. ITV4 lo retransmite en el Reino Unido y Eurosport abre la cobertura al resto de Europa. El vigente campeón es John Higgins, que se impuso en la final de la edición de 2025 a Mark Selby por diez mesas a ocho.

## Historia
El torneo, cuya creación se anunció en abril de 2018, se celebró por primera vez en marzo de 2019. Desde entonces, forma parte de la Players Series, en cuyas citas se va reduciendo paulatinamente el número de participantes; así, al World Grand Prix acceden treinta y dos, en el Players Championship juegan dieciséis y en este tan solo comienzan ocho, la cantidad más baja de todo el circuito. ITV4 lo retransmite en el Reino Unido, mientras que Eurosport abre la cobertura al resto de Europa. También se puede ver desde Nueva Zelanda por Sky Sport, desde Hong Kong por NowTV y desde China a través de Superstars Online.
La primera edición del torneo se celebró en 219 en el Venue Cymru de la localidad galesa de Llandudno, que había perdido aquel mismo año el Players Championship a favor de Preston. El Tour Championship de 2019 fue, con la excepción de las diferentes ediciones del Campeonato Mundial de Snooker, la primera vez desde el Campeonato del Reino Unido de 2010 en que todos los partidos se dividieron en más de una sesión, con dos en los cuartos de final y las semifinales y tres en la final. Esta, disputada al mejor de veinticinco mesas entre el 23 y el 24 de marzo, fue el partido más largo —más allá de los del Campeonato Mundial nuevamente— desde la final del Campeonato del Reino Unido de 1992. Ronnie O'Sullivan y Neil Robertson, que ya se habían encontrado en la final del Players Championship celebrado dos semanas antes, midieron fuerzas en una final en la que el inglés consiguió mantener la ventaja de 5-3 con la que se fue al descanso tras la primera sesión y selló una victoria por trece a once. El triunfo le hizo merecedor, asimismo, de la Coral Cup de la temporada 2018-19.
La pandemia de COVID-19 obligó a hacer cambios en el calendario y también a trasladar el Tour Championship de 2020 al Marshall Arena de la ciudad inglesa de Milton Keynes. De igual forma, se acortaron los partidos, que, en vez de al mejor de diecisiete mesas, se jugaron al mejor de diecinueve. Aunque en un principio iba a disputarse entre el 17 y el 22 de marzo, se pospuso a lo largo de la mañana de la primera jornada. El 5 de junio, se anunció que se celebraría entre el 20 y el 26 de ese mismo mes. Ding Junhui no pudo participar por la situación y se vio remplazado por Stephen Maguire. Este llegó a la final y derrotó a Mark Allen (10-6) para certificar su primer título desde el Abierto de Gales de 2013.
La edición de 2021, al igual que la precedente, tampoco tuvo público; esta vez se celebró en el Celtic Manor Resort de Newport, en Gales, con todos los partidos al mejor de diecinueve mesas. Maguire, entonces vigente campeón, no se clasificó, pues no había reunido suficientes puntos a lo largo de la temporada. La final, como la de 2019, enfrentó a Robertson con O'Sullivan, pero en esta ocasión fue el australiano el que se impuso. Tras el encuentro, O'Sullivan confesó que no había podido ponerse a su nivel: «No he visto nunca a nadie jugar tan bien». Un año después, en 2022, Robertson revalidó su título al derrotar a John Higgins en la mesa decisiva de la final (10-9) después de haber ido perdiendo 4-9. En 2023, Shaun Murphy se impuso a Kyren Wilson en la final (10-7) para alzar el trofeo por primera vez.

### Ganadores
| Año  | Ganador           | Resultado | Subcampeón        | Sede          | Referencias |
| ---- | ----------------- | --------- | ----------------- | ------------- | ----------- |
| 2019 | Ronnie O'Sullivan | 13-11     | Neil Robertson    | Llandudno     | [ 1 ]       |
| 2020 | Stephen Maguire   | 10-6      | Mark Allen        | Milton Keynes | [ 26 ]      |
| 2021 | Neil Robertson    | 10-4      | Ronnie O'Sullivan | Newport       | [ 27 ]      |
| 2022 | Neil Robertson    | 10-9      | John Higgins      | Llandudno     | [ 24 ]      |
| 2023 | Shaun Murphy      | 10-7      | Kyren Wilson      | Hull          | [ 25 ]      |
| 2024 | Mark Williams     | 10-5      | Ronnie O'Sullivan | Mánchester    | [ 28 ]      |
| 2025 | John Higgins      | 10-8      | Mark Selby        | Mánchester    |             |